# 林朝鑰
林朝鑰（？—？），字希平，號念塘，廣東廣州府南海縣人，民籍，明朝政治人物。

## 生平
萬曆七年（1579年）己卯科廣東鄉試第二十名舉人，十一年（1583年）癸未科三甲第八十五名進士。兵部觀政，十三年授福建莆田縣知縣，十四年調廣西貴縣知縣，本年升南户部主事，二十二年丁憂，二十三年京察以不及降調。

## 家族
曾祖林勢通；祖父林麟；父林曙。前母楊氏；母邵氏。慈侍下。弟朝鈺、朝銓。